# Copestylum smithae
Copestylum smithae är en tvåvingeart som först beskrevs av Thompson 1965.  Copestylum smithae ingår i släktet Copestylum och familjen blomflugor. Inga underarter finns listade i Catalogue of Life.